# Crossostylis raiateensis
Crossostylis raiateensis är en tvåhjärtbladig växtart som beskrevs av John William Moore. Crossostylis raiateensis ingår i släktet Crossostylis, och familjen Rhizophoraceae. Inga underarter finns listade i Catalogue of Life.